# بيشوفسفيردا
بيشوفزوردا (بالألمانية: Bischofswerda) هي بلدة ألمانية و Grosse Kreisstadt تقع في ألمانيا في ساكسونيا.  يقدر عدد سكانها بـ 12,732 نسمة .

## المدن التوأمة
مدن غايزلينغن آن در اشتايغه، Gryfów Śląski، Raspenava و إغنفلدن هي مدن توأمة لـبيشوفزوردا.

## أعلام
- كريستيان أدولف كلوتز
- والثر هيس